# Johann II. (Nürnberg)

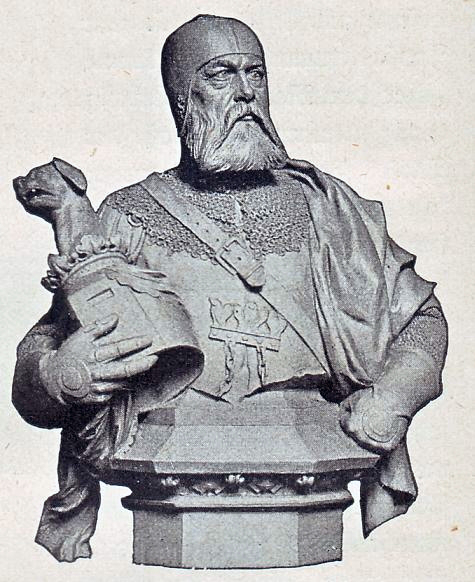
Denkmal von Johann II. in der Berliner Siegesallee von Ernst Herter von 1899

Johann II. von Nürnberg (* vor 1320 (1309?); † 1357), genannt „der Erwerber“ (Conquæstor), war Burggraf von Nürnberg aus dem Haus Hohenzollern.

## Leben
Johann war der Sohn von Burggraf Friedrich IV. und Margarethe von Kärnten. Den Vater beerbte er im Jahr 1332. Seinen Namen erlangte er durch die Mehrung des fränkischen Hausbesitzes der Hohenzollern. Von entscheidender Bedeutung war die Erwerbung der Kulmbacher Plassenburg mit der Grafschaft Kulmbach aus dem Erbe der Grafen von Andechs-Meranien durch Erbvertrag, der mit dem Aussterben der bisherigen Besitzer, der Grafen von Orlamünde, 1340 wirksam wurde. Im Jahre 1345 wurde Burggraf Johann II. für kurze Zeit zum Pfleger und Hauptmann in der Mark Brandenburg bzw. zum Statthalter für den wittelsbachischen Markgrafen von Brandenburg, Ludwig I.; mit ihm beginnt die Reihe der in Brandenburg aktiven Hohenzollern. 
In die Zeit der Regierung Johanns II. fiel der Ausbruch der Pest, die auch in Nürnberg zahlreiche Opfer forderte. Da die Bevölkerung die Juden für die Epidemie verantwortlich machte, wurden zahlreiche Nürnberger Juden ermordet, ohne dass der Burggraf dagegen einschritt.
Nach Johanns Tod wurde sein einziger Sohn Friedrich V. Nachfolger im Burggrafenamt.

## Nachkommen
Johann II. war mit der Gräfin Elisabeth (oder „Elsbeth“) von Henneberg († 1377), Tochter von Berthold VII., verheiratet. Mit ihr hatte er fünf Kinder:
- Margarete
- Elisabeth
- Anna († 1383), Äbtissin im Kloster Birkenfeld[2] und im Kloster Himmelkron (1370–1383)
- Adelheid, als Nachfolgerin ihrer Schwester Äbtissin im Kloster Birkenfeld
- Friedrich V. (1333–1398), Burggraf von Nürnberg

## Denkmal
Für die Berliner Siegesallee gestaltete Ernst Herter eine marmorne Büste Johanns als Nebenfigur der Denkmalgruppe 10 neben dem zentralen Standbild für Ludwig I. den Brandenburger (Ludwig V.), enthüllt am 7. November 1899.